# Mama’s Jasje
Mama’s Jasje ist eine belgische Popband um den Sänger Peter Vanlaet. Der erste Hit war 1991 Zo ver weg. Ab 1997 hatte Vanlaet zusammen mit Gunter Van Campenhout und der Albumtrilogie Hommages seine größten Erfolge.

## Bandgeschichte
Mama’s Jasje wurde 1990 von Peter Vanlaet als Band gegründet. Noch im selben Jahr hatten sie mit Zo ver weg einen Nummer-zwei-Hit, der mit Platin ausgezeichnet wurde. In den Niederlanden machte Guus Meeuwis das Lied zu einem Nummer-drei-Hit. Mit drei Alben und weiteren Hits wie Doe het licht maar uit, Zonder werhaal und Teken van leven war die Band in den folgenden Jahren erfolgreich, bis sie sich 1993 auflösten.
Als Vanlaet 1995 Gunter Van Campenhout kennenlernte, beschlossen sie beide als Duo unter dem alten Namen weiterzumachen. Gleich ihr erstes gemeinsames Album Hommages erreichte 1997 Platz 1 der Charts. Es hielt sich 5 Wochen an der Spitze und war das vierterfolgreichste Album des Jahres. Es wurde mit Doppelplatin ausgezeichnet und das Album sowie die beiden Top-5-Hits Als de dag van Toen und Laat me alleen waren sogar im Nachbarland Niederlande erfolgreich. Mit der Fortsetzung Hommages II knüpften sie im Jahr darauf an den Erfolg an.
Bis 2002 blieben sie zusammen, dann ging Van Campenhout und Vanlaets Bruder Jan sprang für ihn ein. Allerdings ließ damit auch der Erfolg mit dem Album Zwart op wit nach. Erst nach Van Campenhouts Rückkehr und dem dritten Hommages-Album kamen sie wieder an die Top 10 heran und hatten noch einmal drei kleinere Hits in den Singlecharts. Ende der 2000er schlief das Projekt aber wieder ein.
2016 gründete der Sänger die Band Peter Vanlaet en de Wolven, die aber nicht an Mama’s Jasje heranreichen konnte. Deshalb veröffentlichte er das Album Nieuwe jas 2018 wieder unter diesem Namen. Das große Comeback kam aber erst zwei Jahre später mit dem Jubiläumsalbum 30 jaar Mama’s Jasje – De jaren van verstand mit alten und neuen Songs. Es erreichte Platz 2 und hielt sich über ein Jahr in den Charts. Mit dem neuen Studioalbum Spiegel kam er ein Jahr später ebenfalls in die Top 5.

## Mitglieder
- Peter Vanlaet (* 3. Juni 1967 in Halle), ab 1990
- Gunter Van Campenhout, 1995–2002, 2005–2010

## Diskografie

### Alben
| Jahr | Titel                                            | Höchstplatzierung, Gesamtwochen, AuszeichnungChartplatzierungen (Jahr, Titel, Platzierungen, Wochen, Auszeichnungen, Anmerkungen) | Höchstplatzierung, Gesamtwochen, AuszeichnungChartplatzierungen (Jahr, Titel, Platzierungen, Wochen, Auszeichnungen, Anmerkungen) | Anmerkungen                                       |
| Jahr | Titel                                            | BEF | NL | Anmerkungen                                       |
| ---- | ------------------------------------------------ | --- | --- | ------------------------------------------------- |
| 1991 | Paradijs op aarde                                | — | — |                                                   |
| 1992 | Letters en lawaai                                | — | — |                                                   |
| 1993 | Testament van een jaargetijde                    | — | — |                                                   |
| 1995 | De hits                                          | BEF50 (2 Wo.)BEF | — | Kompilation                                       |
| 1997 | Hommages                                         | BEF1 ×2Doppelplatin · (44 Wo.)BEF                                                                                                 | NL74 (2 Wo.)NL | Erstveröffentlichung: 19. September 1997          |
| 1998 | Hommages II                                      | BEF2 Platin · (33 Wo.)BEF | — | Erstveröffentlichung: 6. November 1998            |
| 2000 | Popmodel                                         | BEF12 (7 Wo.)BEF | — | Erstveröffentlichung: 7. April 2000               |
| 2002 | Als de dag van toen – Het beste van Mama’s Jasje | BEF2 (27 Wo.)BEF | — | Erstveröffentlichung: 7. Oktober 2002 Kompilation |
| 2003 | Zwart op wit                                     | BEF33 (14 Wo.)BEF | — | Erstveröffentlichung: 17. November 2003           |
| 2007 | Hommages III                                     | BEF12 Gold · (20 Wo.)BEF | — | Erstveröffentlichung: 11. Mai 2007                |
| 2009 | Morgen zal het anders zijn                       | BEF25 (14 Wo.)BEF | — | Erstveröffentlichung: 29. Mai 2009                |
| 2018 | Nieuwe jas                                       | BEF53 (8 Wo.)BEF | — | Erstveröffentlichung: 9. November 2018            |
| 2020 | 30 jaar Mama’s Jasje – De jaren van verstand     | BEF2 Gold · (61 Wo.)BEF | — | Erstveröffentlichung: 22. Mai 2020                |
| 2021 | Spiegel                                          | BEF4 (14 Wo.)BEF | — | Erstveröffentlichung: 24. September 2021          |

grau schraffiert: keine Chartdaten aus diesem Jahr verfügbar
Weitere Alben
- 1996: Het beste van (Kompilation)

### Singles
| Jahr | Titel Album                                                        | Höchstplatzierung, Gesamtwochen, AuszeichnungChartsChartplatzierungen (Jahr, Titel, Album, Platzierungen, Wochen, Auszeichnungen, Anmerkungen) | Anmerkungen                            |
| Jahr | Titel Album                                                        | BEF | Anmerkungen                            |
| ---- | ------------------------------------------------------------------ | --- | -------------------------------------- |
| 1991 | Zo ver weg Paradijs op aarde                                       | BEF2 (15 Wo.)BEF |                                        |
| 1992 | Doe het licht maar uit Paradijs op aarde                           | BEF11 (8 Wo.)BEF |                                        |
| 1992 | Zonder verhaal Letters en lawaai                                   | BEF11 (13 Wo.)BEF |                                        |
| 1992 | Teken van leven Letters en lawaai                                  | BEF25 (7 Wo.)BEF | Erstveröffentlichung: November 1992    |
| 1993 | Regenboog Letters en lawaai                                        | BEF44 (3 Wo.)BEF |                                        |
| 1993 | Alleen liefde Testament van een jaargetijde                        | BEF50 (1 Wo.)BEF |                                        |
| 1994 | Onzen bok is dood –                                                | BEF20 (11 Wo.)BEF | Mama’s Jasje en de Studenten           |
| 1995 | Wunderbar Het beste van                                            | BEF11 (11 Wo.)BEF | Erstveröffentlichung: März 1995        |
| 1995 | Madeleine Het beste van                                            | BEF46 (1 Wo.)BEF |                                        |
| 1997 | Als de dag van toen Hommages                                       | BEF2 Platin · (26 Wo.)BEF |                                        |
| 1997 | Laat me alleen Hommages                                            | BEF3 Gold · (14 Wo.)BEF | Erstveröffentlichung: 10. Oktober 1997 |
| 1998 | Eén nacht alleen Hommages                                          | BEF20 (9 Wo.)BEF |                                        |
| 1998 | Gelukkig zijn Hommages II                                          | BEF25 (10 Wo.)BEF | Erstveröffentlichung: 31. Juli 1998    |
| 1998 | Terug naar de kust Hommages II                                     | BEF46 (1 Wo.)BEF | Erstveröffentlichung: 30. Oktober 1998 |
| 1999 | Ik mis haar zo Hommages II                                         | BEF33 (9 Wo.)BEF | Erstveröffentlichung: 15. Januar 1999  |
| 2000 | Wie ben jij? Hommages II                                           | BEF45 (3 Wo.)BEF | Erstveröffentlichung: 25. Februar 2000 |
| 2002 | Ik mis je zo Als de dag van toen – Het beste van Mama’s Jasje      | BEF32 (8 Wo.)BEF |                                        |
| 2003 | Het tij zal keren Als de dag van toen – Het beste van Mama’s Jasje | BEF46 (3 Wo.)BEF |                                        |
| 2003 | Het is over Zwart op wit                                           | BEF6 Gold · (18 Wo.)BEF | Erstveröffentlichung: 11. Juli 2003    |
| 2005 | Beestjes –                                                         | BEF49 (2 Wo.)BEF | Erstveröffentlichung: 17. Juni 2005    |
| 2007 | Laat je hart slaan Hommages III                                    | BEF47 (1 Wo.)BEF | Erstveröffentlichung: 9. Juli 2007     |
| 2009 | Regenboog 2009 Morgen zal het anders zijn                          | BEF40 (2 Wo.)BEF | Erstveröffentlichung: 8. Mai 2009      |

Weitere Singles
- Adem mijn adem (1999)
- Reis door niemandsland (2000)
- Voor jou alleen (2003)
- De illusie (2004)
- Verloren zaak (2004)
- Zwart op wit (2004)
- Niets zonder jou (Mama’s Jasje & Voice Male, 2007)
- Wij zijn op weg (naar een toekomst) (2010)
- Valt het op (2017)
- Ik wil je (2018)
- Alles wat ik wensen kon (2018)
- De jacht is mooier dan de vangst (2019)
- Drie seconden (2019)
- Joséphine (2020)
- Bijna voorbij (2020)
- Waanzin (2020)
- Mag ik dan bij jou (2021)
- Domino (2021)